# Грэм, Лесли
Роберт Лесли Грэм, более известный как Лэс Грэм (англ. Robert Leslie Graham; 14 сентября 1911, Уоллеси, Мерсисайд — 12 июня 1953, Дуглас, остров Мэн) — британский мотогонщик, первый чемпион мира в классе 500cc MotoGP (1949 года).

## Биография
Роберт Лесли Грэм начал свою карьеру в возрасте 17 лет, приняв участие на мотоцикле JAP 350, производства Джона Альфреда Прествича, в гонке недалеко от Ливерпуля. В 1930-х годах он безуспешно выступал на мотоциклах Rudge, впоследствии на Supreme, на гонках в болоте (англ. dirt track).
Во время Второй мировой войны Грэм служил лейтенантом в Королевских ВВС Великобритании. После ее окончания Лесли стал профессиональным гонщиком, присоединившись к британской команды AJS.
После образования чемпионата мира по шоссейно-кольцевым мотогонкам MotoGP Грэм стал одним из первых, кто принял участие в соревнованиях. Он выиграл первый чемпионат мира в классе 500cc в сезоне 1949, в следующем став 3-м. Лесли был также опытным механиком, поэтому, когда он присоединился к итальянской команды MV Agusta в сезоне 1952 года, он подписал дополнительный контракт как инженер-консультант. Выступая на MV Agusta 500, он одержал две победы в 1952 году, выиграв Гран-При Наций в Монце и Испании в Парке Монтжуик, финишировав в сезоне вторым, вслед за Умберто Мазетти на Gilera.
Лесли Грэм погиб в начале второго круга гонки ветеранов Isle of Man TT в 1953 году. На участке трассы Брэй Хилл он врезался в стену и умер мгновенно. Только за один день до этого он выиграл гонку в классе 125cc, которая стала его первой и единственной победой на Tourist Trophy. Грэм выступал с травмированной рукой, которую повредил за четыре дня до этого, во время сессии тестирований. Было несколько версий причин гибели спортсмена, однако точную установить не удалось. Наиболее вероятной причиной аварии считается поломка передней вилки.
После смерти Лесли Грэму его команда MV Agusta прекратила свое участие в гонке в знак траура.